# ワルシャワ市電

第二次世界大戦前のワルシャワの路面電車ネットワークのマップ (インタラクティブバージョン)

ワルシャワ市電 (ワルシャワしでん) とは、ポーランドのワルシャワに路線を有する路面電車網である。

## 概要
ワルシャワ交通局が他の公共交通機関とともに統括している。実際の運行は公営企業のTramwaje Warszawskie Sp. z.o.o. (ワルシャワ路面電車会社) が行っている。利用者数はワルシャワの人口の半分に達する。
車両数は729両であり、25系統の路線を運行している 。路線規模はカトヴィツェに次ぐポーランド第二のものである。

## 歴史

### 馬車鉄道時代
ワルシャワにおける市電の歴史は、1866年に6kmで開業した馬車鉄道にさかのぼる。区間は、ウィーン方面鉄道の駅からヴィスワ川を渡り、ヴィリニュス・テレスポル方面鉄道の駅までであった。これはロシア当局により、ヴィスワ川の鉄道橋建設が戦略的理由で制限されていたことによるものである。
1880年、ベルギー資本により、市内交通としての利用を意図して、2番目の路線が建設された。この会社は急速に路線を拡大した。最初の馬車鉄道が意図した鉄道駅間の連絡は、1875年に鉄道橋が開通したことで目的が失われたものの、路線拡大の結果として1882年には鉄道駅間も結ばれるようになった。1899年には、路線網は市に買収された。
この時点で、路線延長は30km、系統数は17になり、234台の客車と654頭の馬を擁するまでになっていた。1903年までには、電化計画が提案され、1908年までに実施が完了した。

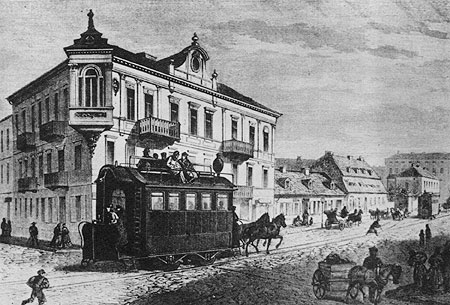
馬車鉄道時代（1867年）
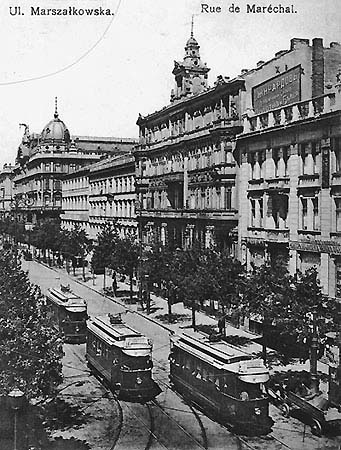
電化後の市電（1914年）

### 戦間期
電化後10年間は、短距離の延伸が行われた以外はあまり変化の無い時期であった。第一次世界大戦後は、乗客数が急速に増加し、路線は郊外へ向け延伸が続いた。1939年時点で、路線延長は60km、車両数は757両に達していた。1927年、私鉄のEKD (現在のWKD - ワルシャワ通勤鉄道) が建設され、近隣の街々からワルシャワ中心部まで、市電よりやや大型の電車が乗り入れてきた。この鉄道は駅間距離が短く、市内では併用軌道となっていた。しかし、この路線は市電とは軌間が異なっていた (EKDは標準軌、市電はロシア支配時代以来の広軌) 。1925年には、都市高速鉄道 (ワルシャワ地下鉄) の建設が決定し、ボーリング調査が開始されたものの、世界恐慌により延期された。1938年には再度構想が浮上するものの、建設再開は第二次世界大戦後となった。

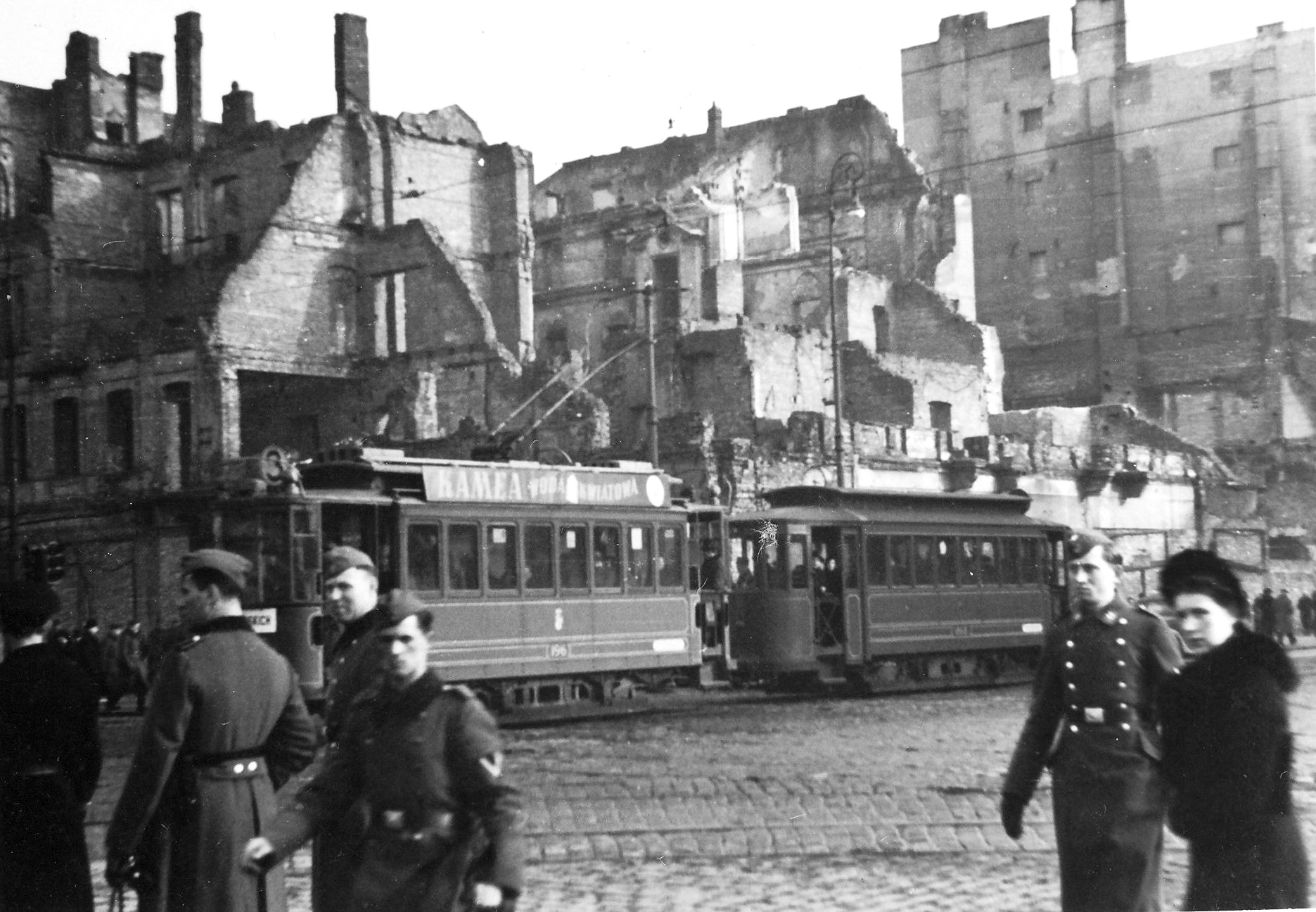
第二次大戦中の光景

### 20世紀後半
ナチスによる占領時も、1944年のワルシャワ蜂起までは市電は運行を続けていたが、状況は徐々に悪化していた。ワルシャワ蜂起が失敗に終わると、市街とともに市電の施設も、ナチスによる報復的な破壊を受けることとなった。戦争が終わると、市電の再建は比較的迅速に進められた。このタイミングで、標準軌へ改軌することも行われた。1950年代 - 1960年代を通じて、郊外に建設された団地や工場への路線延伸が行われ、PCCカーをもとにした新車の導入も進められた。当時のワルシャワには地下鉄がなかったことと、自家用車の所有が制限されていたことから、市電はワルシャワの基幹交通機関であった。1960年代には、政府はソ連で産出される石油への依存を強め、一方で自国で産出される石炭は外貨獲得のため西ヨーロッパ諸国に輸出されていた。このため、新たに開発された地区は市電ではなくバスにより中心部と結ばれ、一部の路線は廃止された。

### 近年の状況
1989年の民主化以降、市電が受けた投資は地下鉄建設に付随した小さなものだった。しかし2005年からは、新型車両の導入、主要路線の近代化、案内表示装置の導入といった変化が始まった。これらの動きの中には、電車優先信号の導入や路線延長計画も含まれていた。2008年8月、186編成の冷房超低床電車の導入が始まった。
2011年、市は2路線の延長に着手した。1つ目は、市の北部でヴィスワ川を渡り、市北東部の郊外と地下鉄駅を結ぶものである。2つ目は、市の西部において2つの既存路線を短絡するものである。

## 車両
2020年現在、ワルシャワ市電では以下の形式が使用されている。社会主義国家時代からポーランドの国産車両が継続して導入され、2000年代以降はヴィドゴシュチュに本社を置くペサ製の超低床電車の導入による近代化が実施されていた。しかし、2019年にワルシャワ路面電車会社は新たな超低床電車の導入に関してポーランドの企業ではなく韓国の現代ロテムと契約を結んだことを発表した。内訳3車体連接車（片運転台）24両、5車体連接車（両運転台）85両、5車体連接車（片運転台）18両、合計123両で、90両分のオプションも含まれている。2022年までに最初の車両が営業運転を開始する計画で、この大量生産に際し現代ロテムはポーランド国内に生産拠点を建設すると発表した。
| ワルシャワ市電 営業用車両(2020年6月現在) | ワルシャワ市電 営業用車両(2020年6月現在) | ワルシャワ市電 営業用車両(2020年6月現在) | ワルシャワ市電 営業用車両(2020年6月現在) | ワルシャワ市電 営業用車両(2020年6月現在) |
| 形式                                     | 形式                                     | 車種                                     | 両数                                     | 備考・参考                               |
| ---------------------------------------- | ---------------------------------------- | ---------------------------------------- | ---------------------------------------- | ---------------------------------------- |
| 105Na                                    | 105Na                                    | ボギー車                                 | 163両                                    |                                          |
| 105Na                                    | 105Nb                                    | ボギー車                                 | 4両                                      |                                          |
| 105Na                                    | 105Nb/e                                  | ボギー車                                 | 4両                                      |                                          |
| 105Na                                    | 105Ne                                    | ボギー車                                 | 18両                                     |                                          |
| 105Na                                    | 105Nf                                    | ボギー車                                 | 44両                                     |                                          |
| 105Na                                    | 105Ng                                    | ボギー車                                 | 2両                                      |                                          |
| 105Na                                    | 105Nm                                    | ボギー車                                 | 14両                                     |                                          |
| 105Na                                    | 105N2k                                   | ボギー車                                 | 56両                                     |                                          |
| 105Na                                    | 105N2k/2000                              | ボギー車                                 | 62両                                     | [ 7 ]                                    |
| 112N                                     | 112N                                     | 2車体連接車                              | 1両                                      | 部分超低床電車                           |
| 116N                                     | 116N                                     | 3車体連接車                              | 1両                                      | 部分超低床電車                           |
| 116N                                     | 116Na                                    | 3車体連接車                              | 2両                                      | 部分超低床電車                           |
| 116N                                     | 116Na/1 116Na/2                          | 3車体連接車                              | 26両                                     | 部分超低床電車                           |
| "トラミカス"                             | 120Na                                    | 5車体連接車                              | 15両                                     | 超低床電車                               |
| 123N                                     | 123N                                     | ボギー車                                 | 30両                                     | [ 7 ] [ 9 ]                              |
| "スウィング"                             | 120Na                                    | 5車体連接車                              | 180両                                    | 超低床電車                               |
| "スウィング"                             | 120NaDuo                                 | 5車体連接車                              | 6両                                      | 超低床電車、両運転台                     |
| "ジャズ"                                 | 128Na                                    | 5車体連接車                              | 50両                                     | 超低床電車、両運転台                     |
| "ジャズ"                                 | 134N                                     | 3車体連接車                              | 30両                                     | 超低床電車                               |

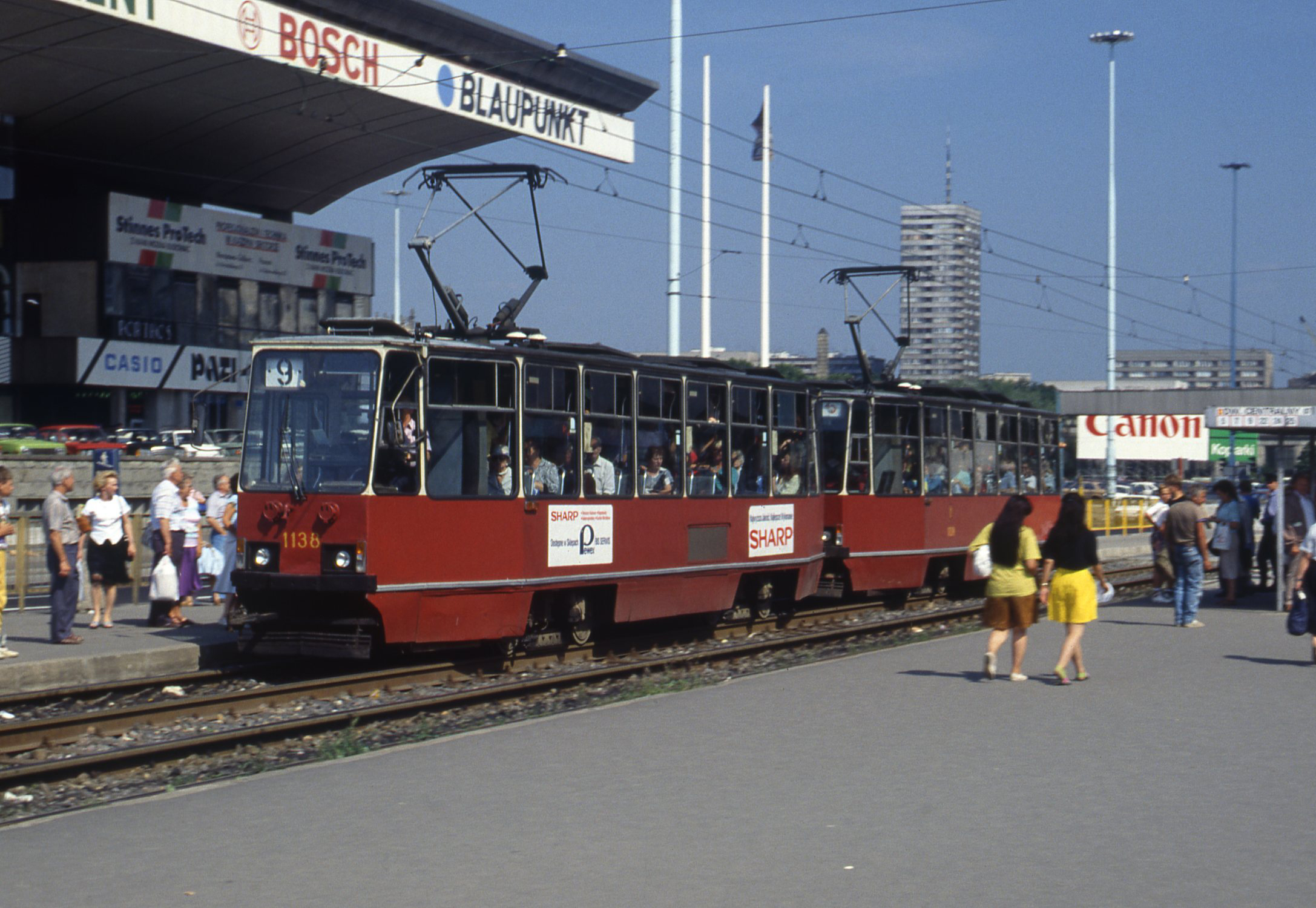
105Na
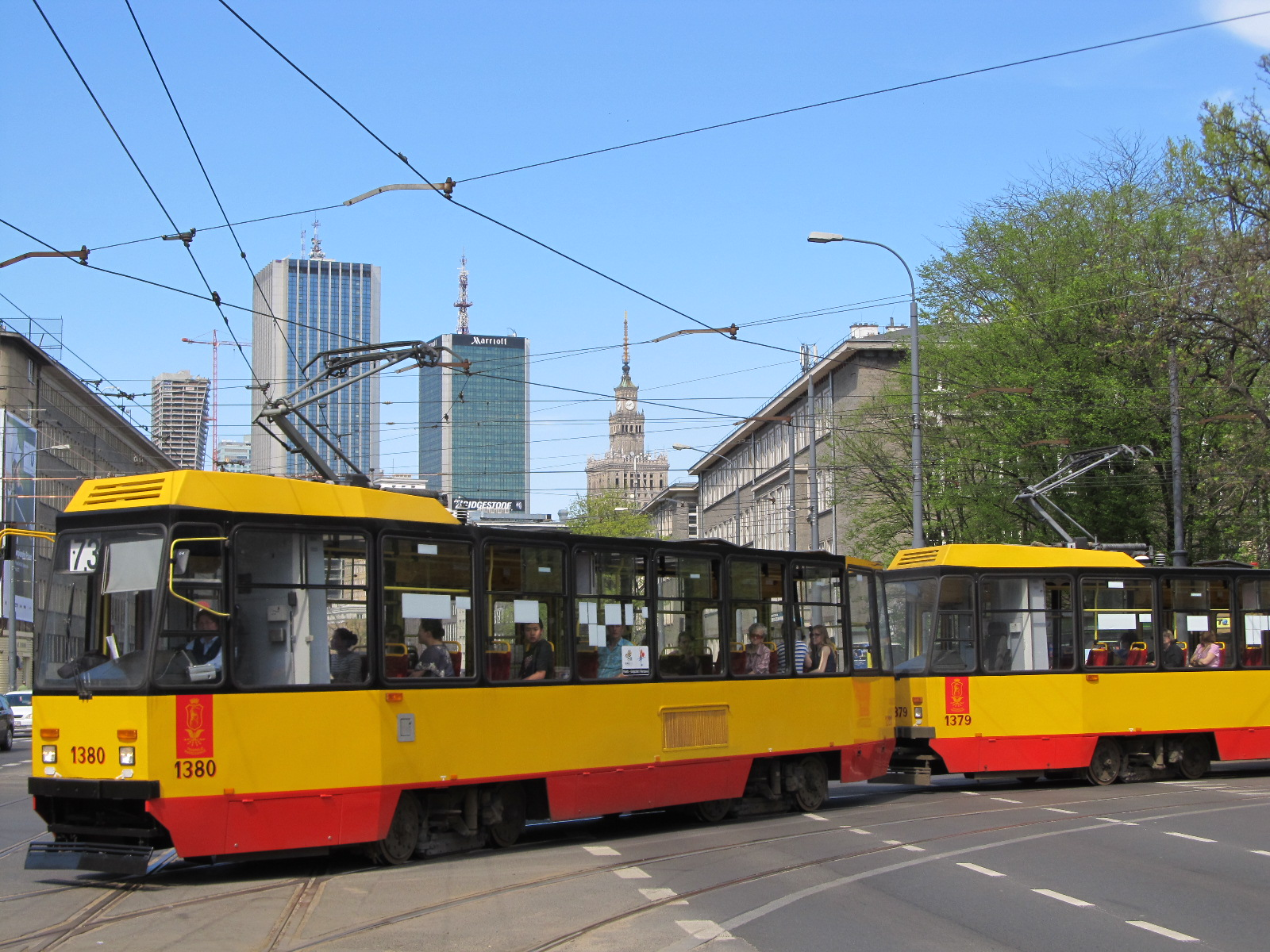
105Nb
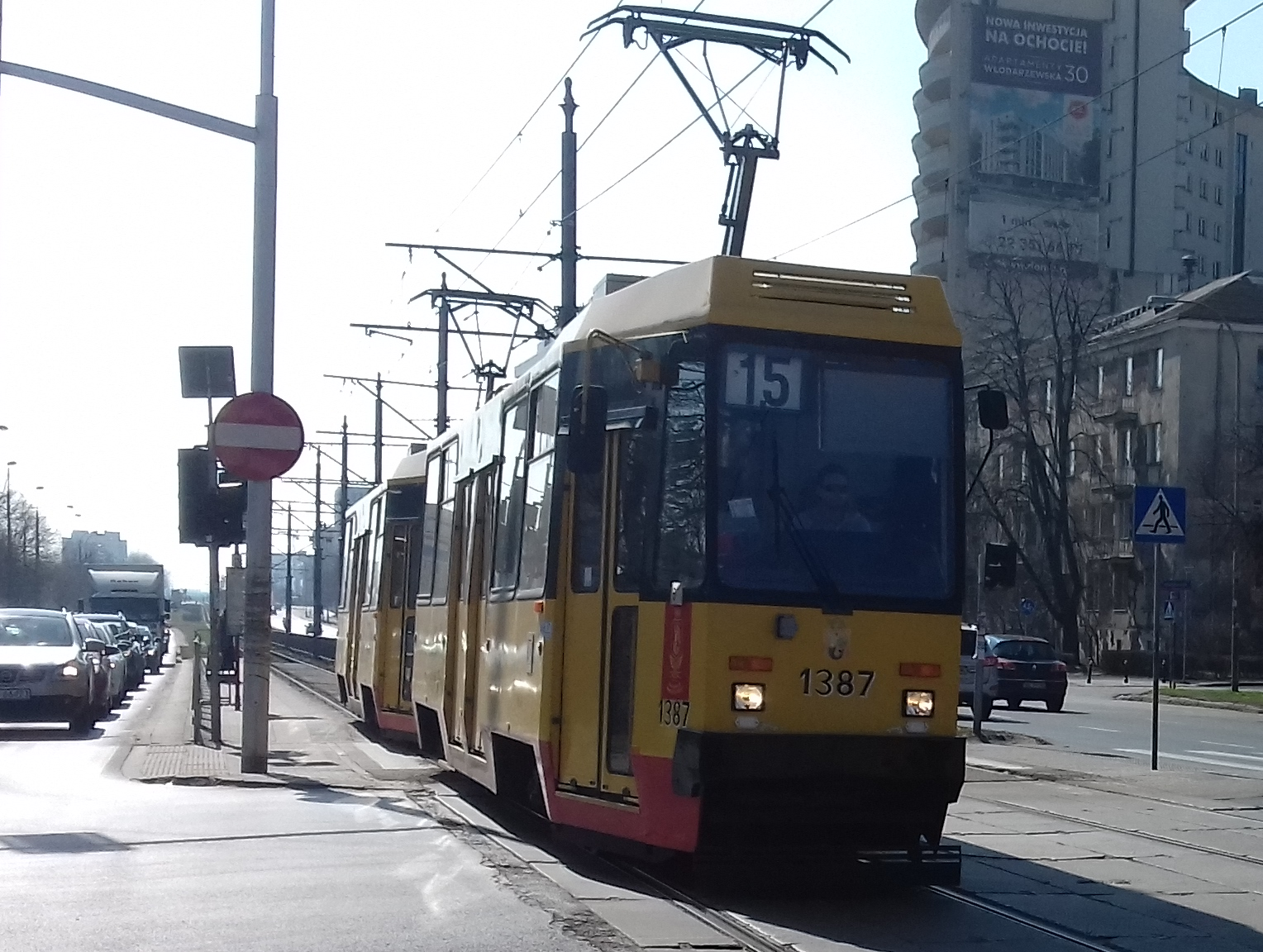
105Nb/e
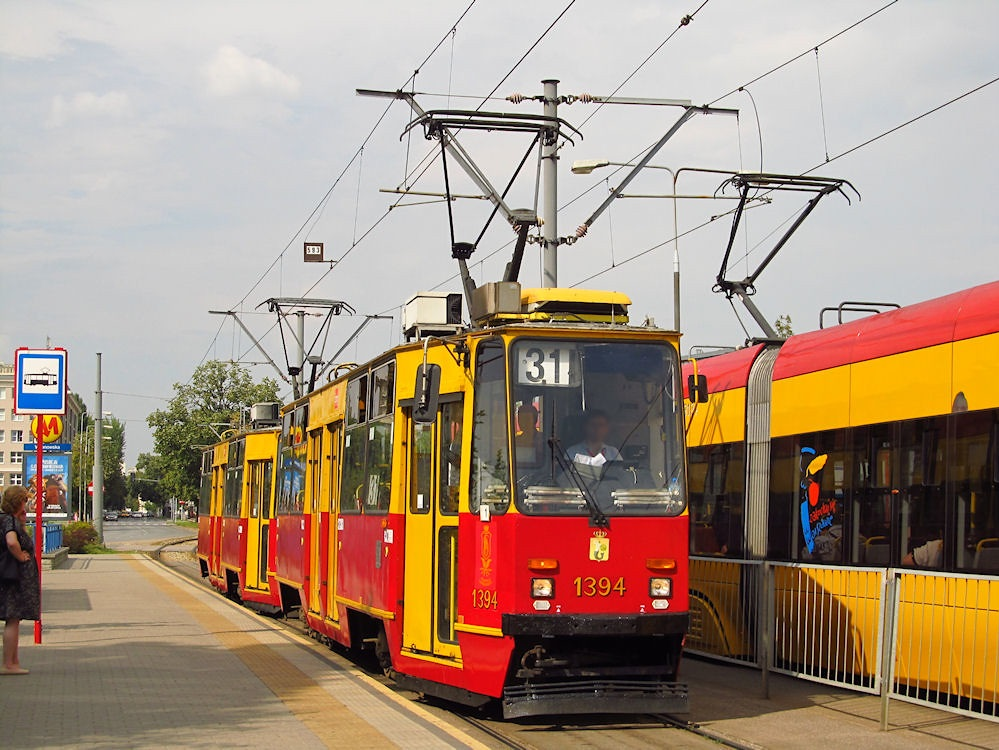
105Ne
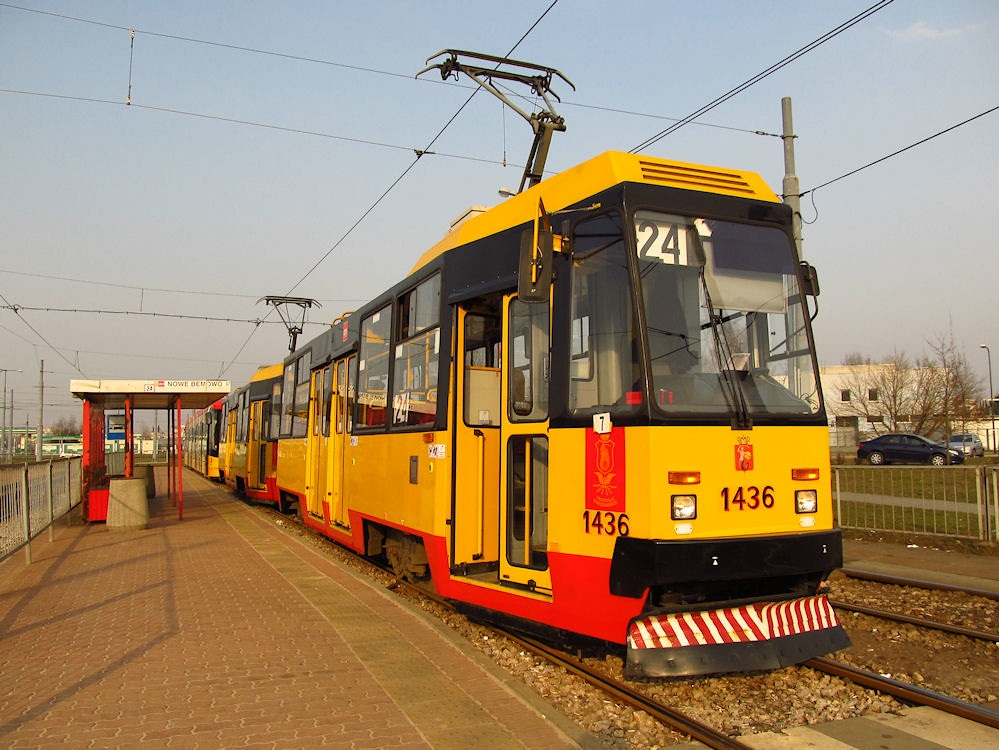
105Nf
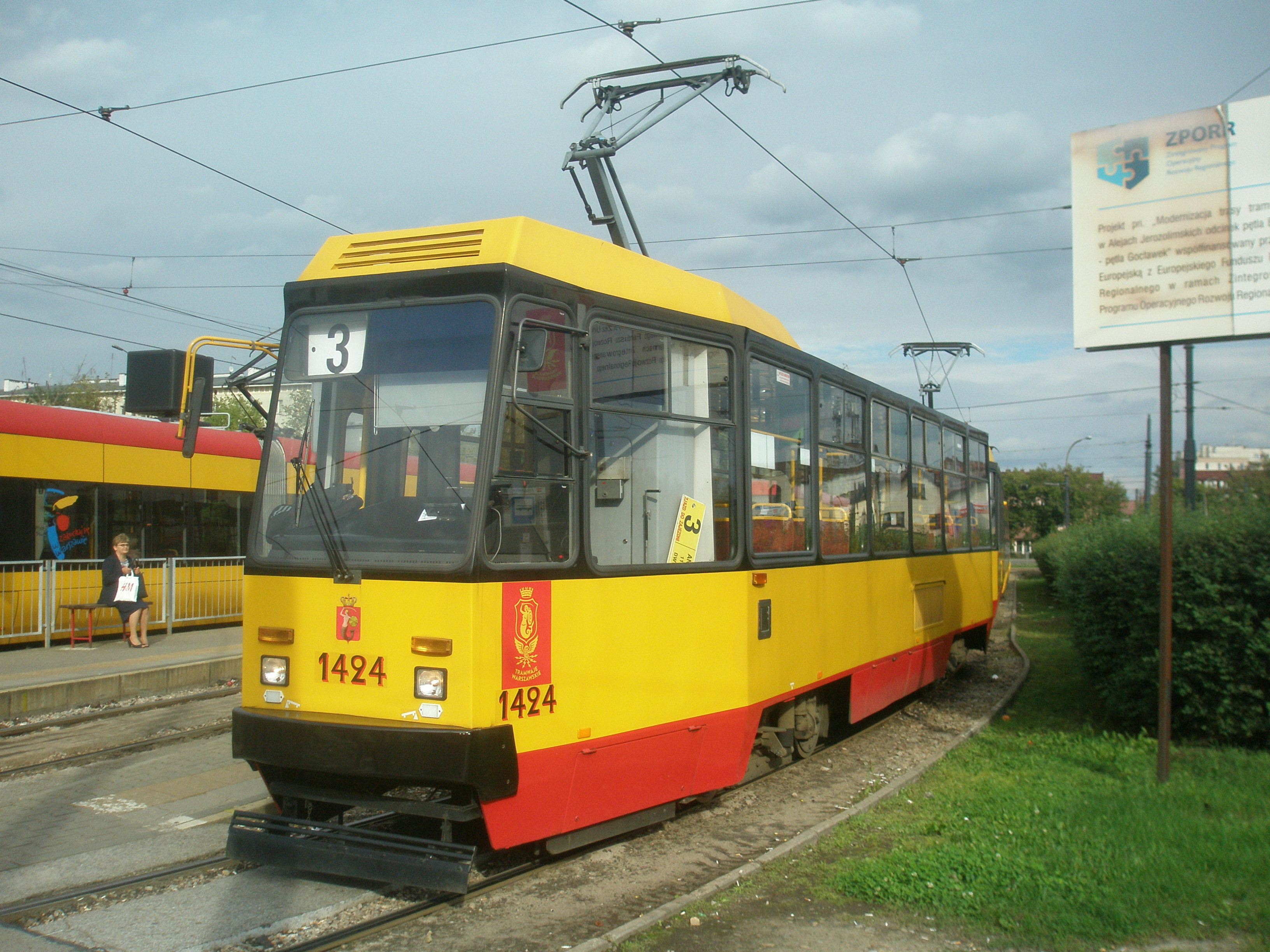
105Ng
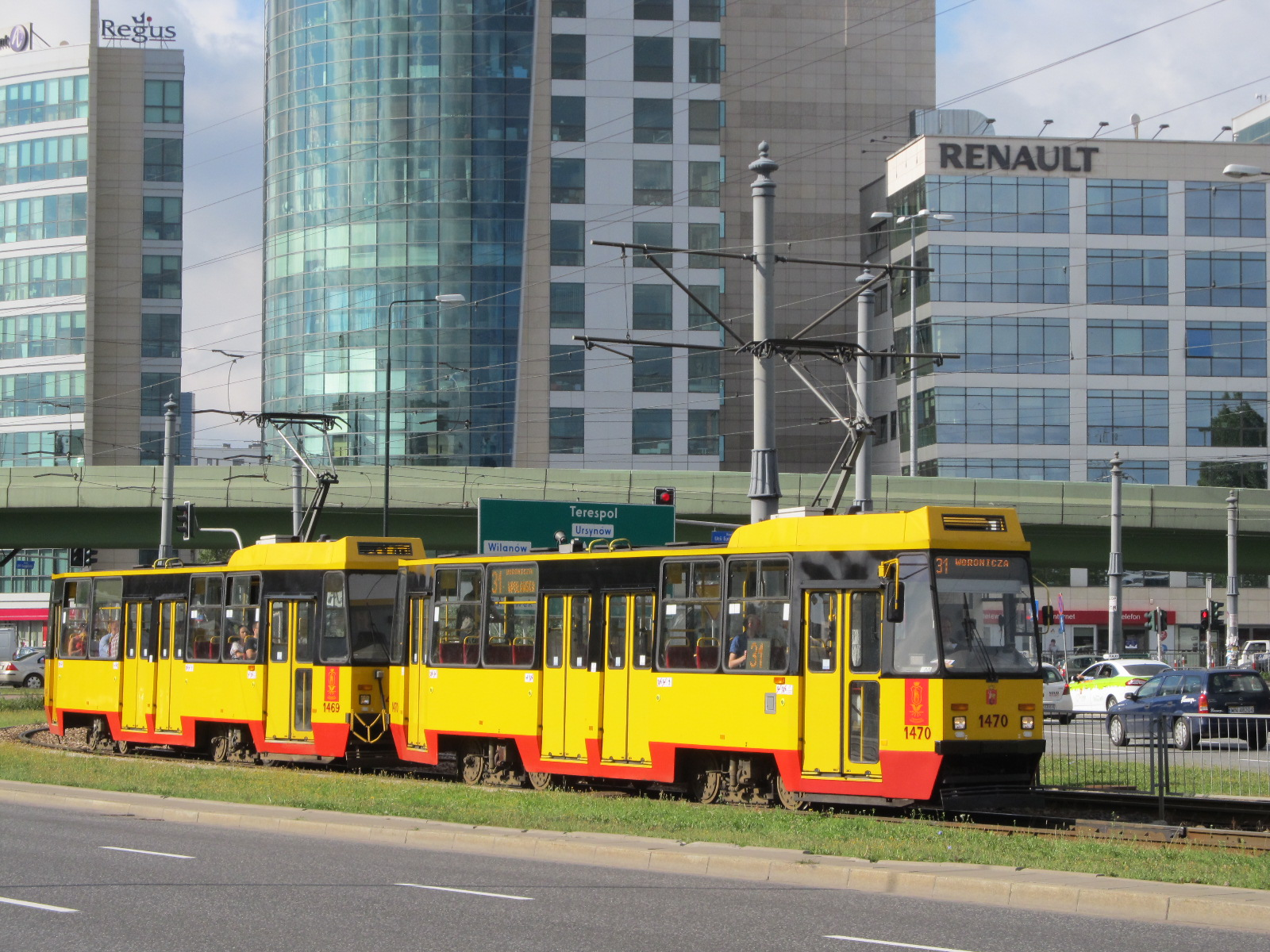
105Nm
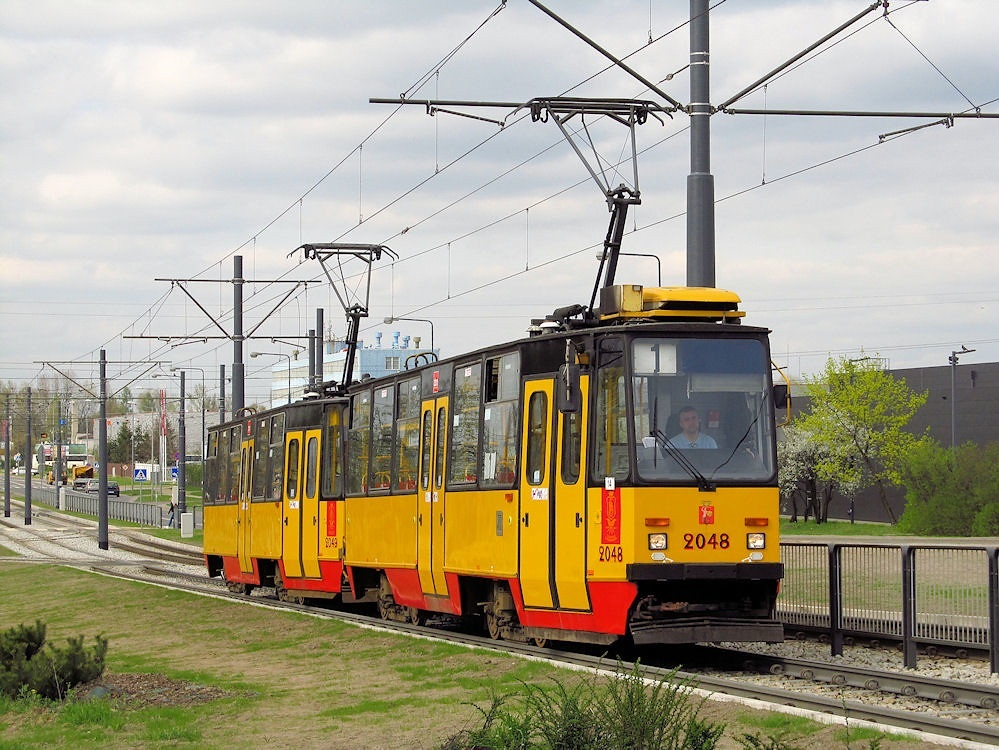
105N2k
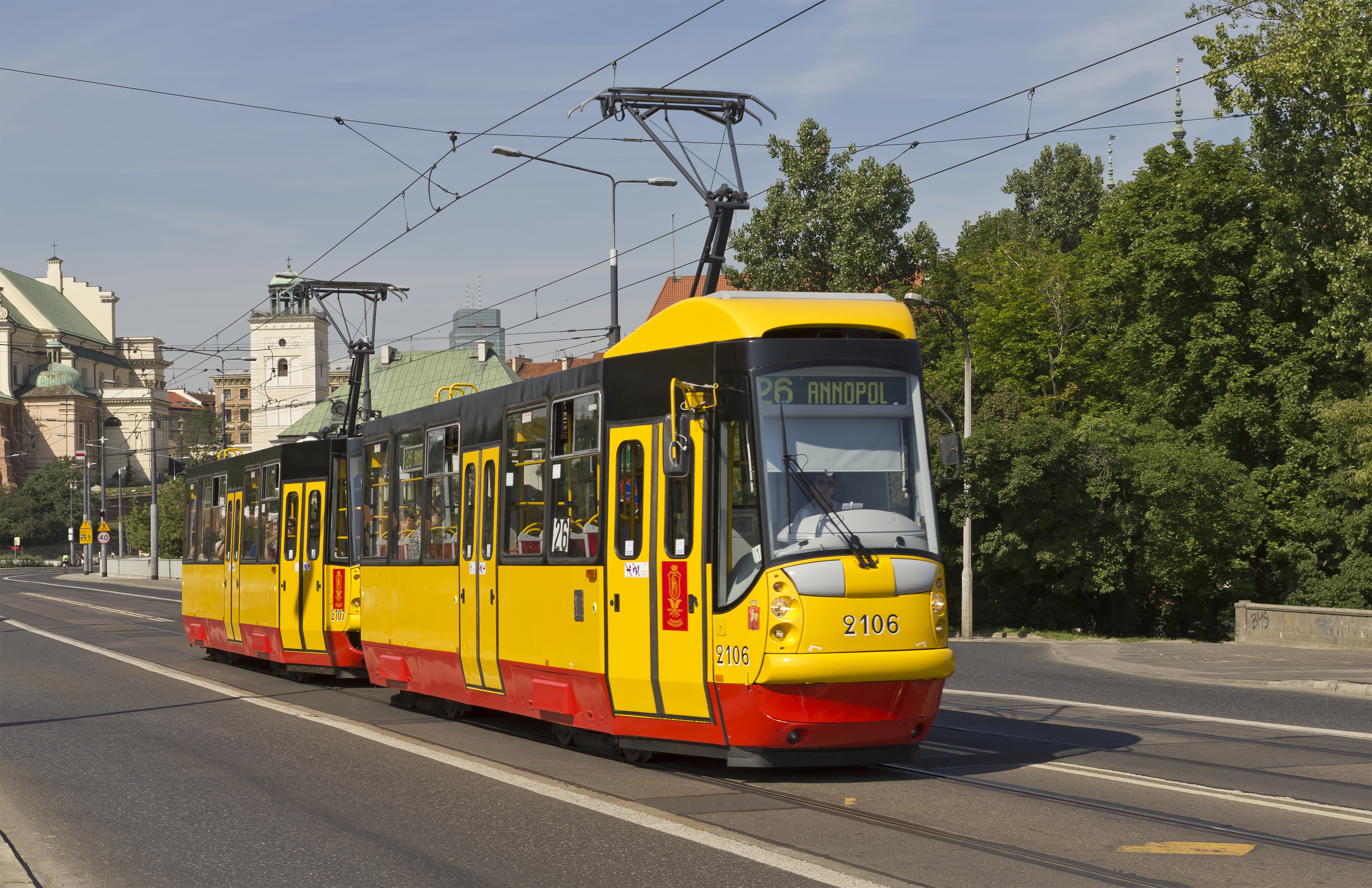
105N2k/2000
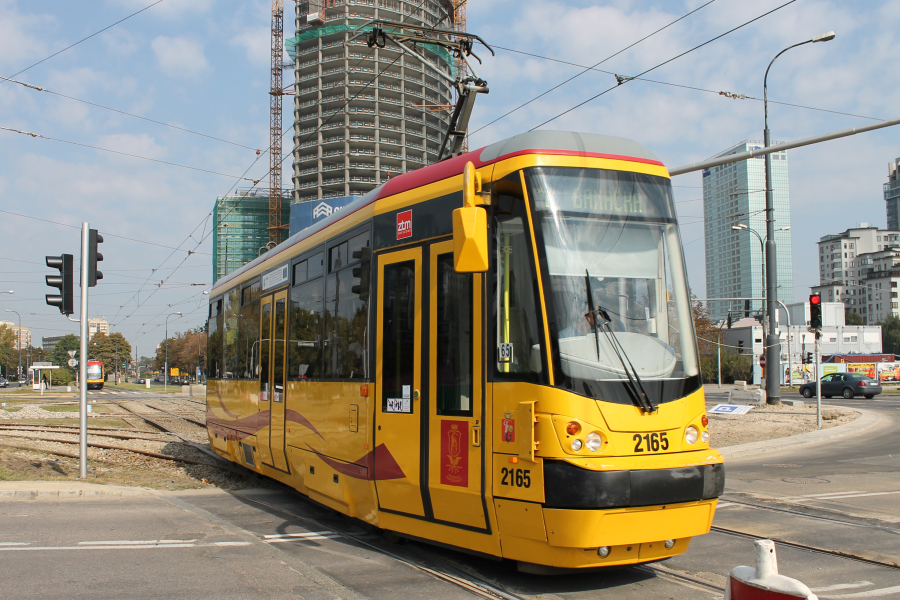
123N
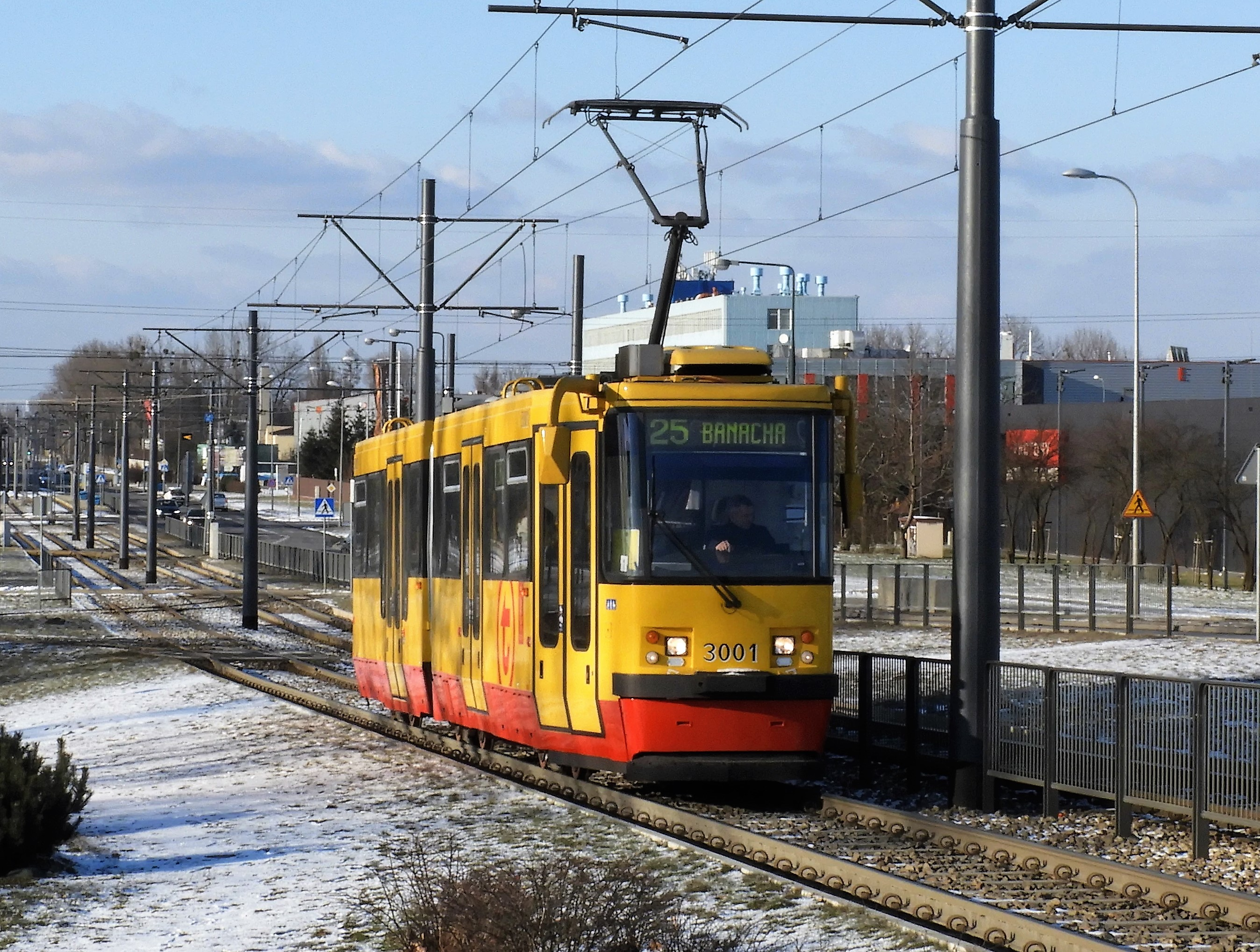
112N
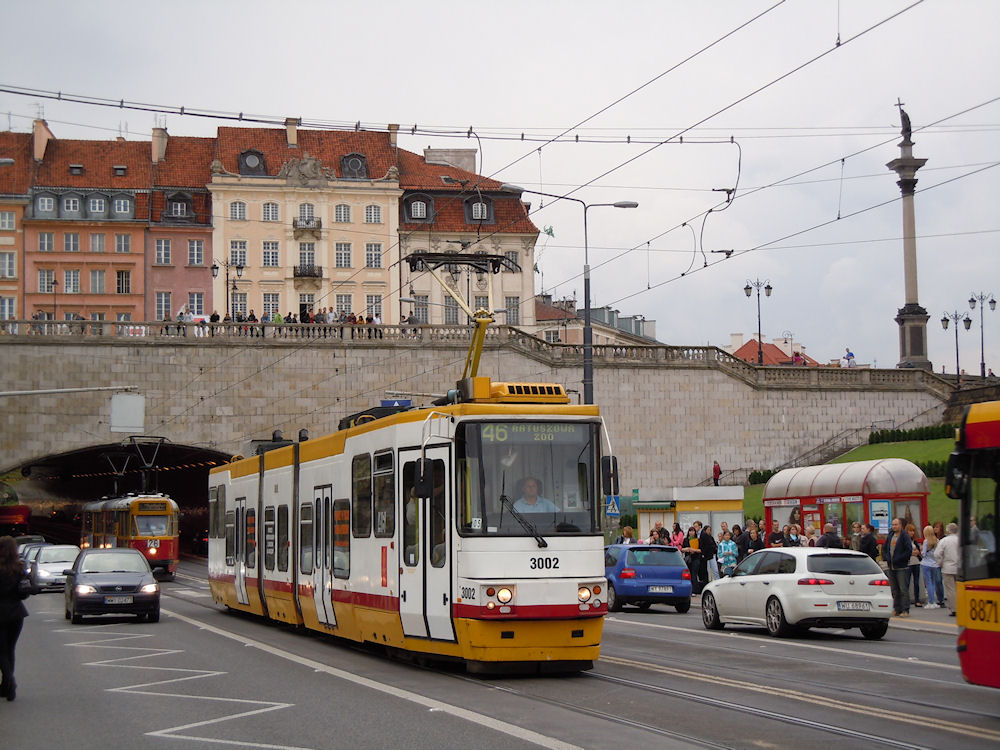
116N
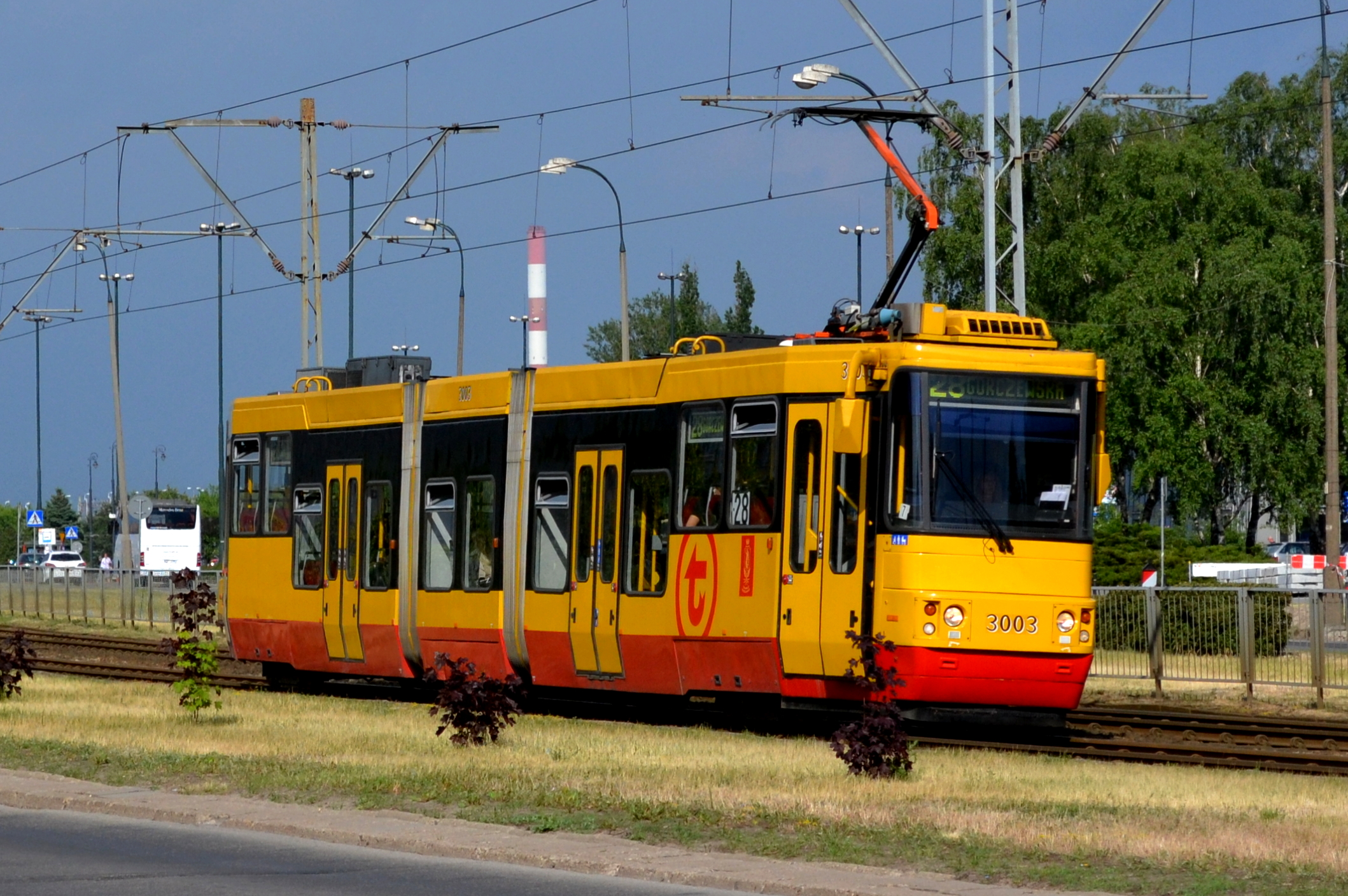
116Na
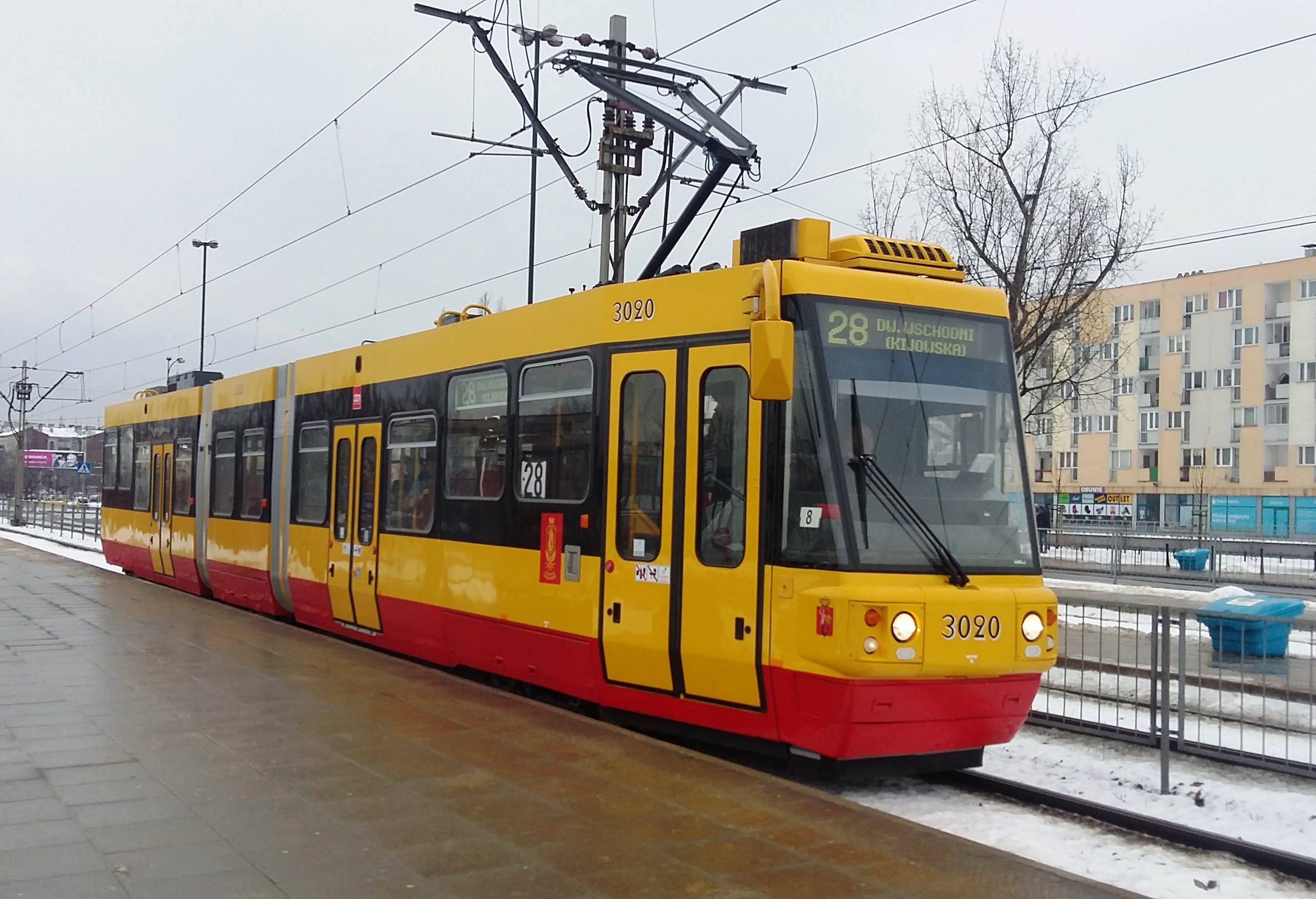
116Na/1
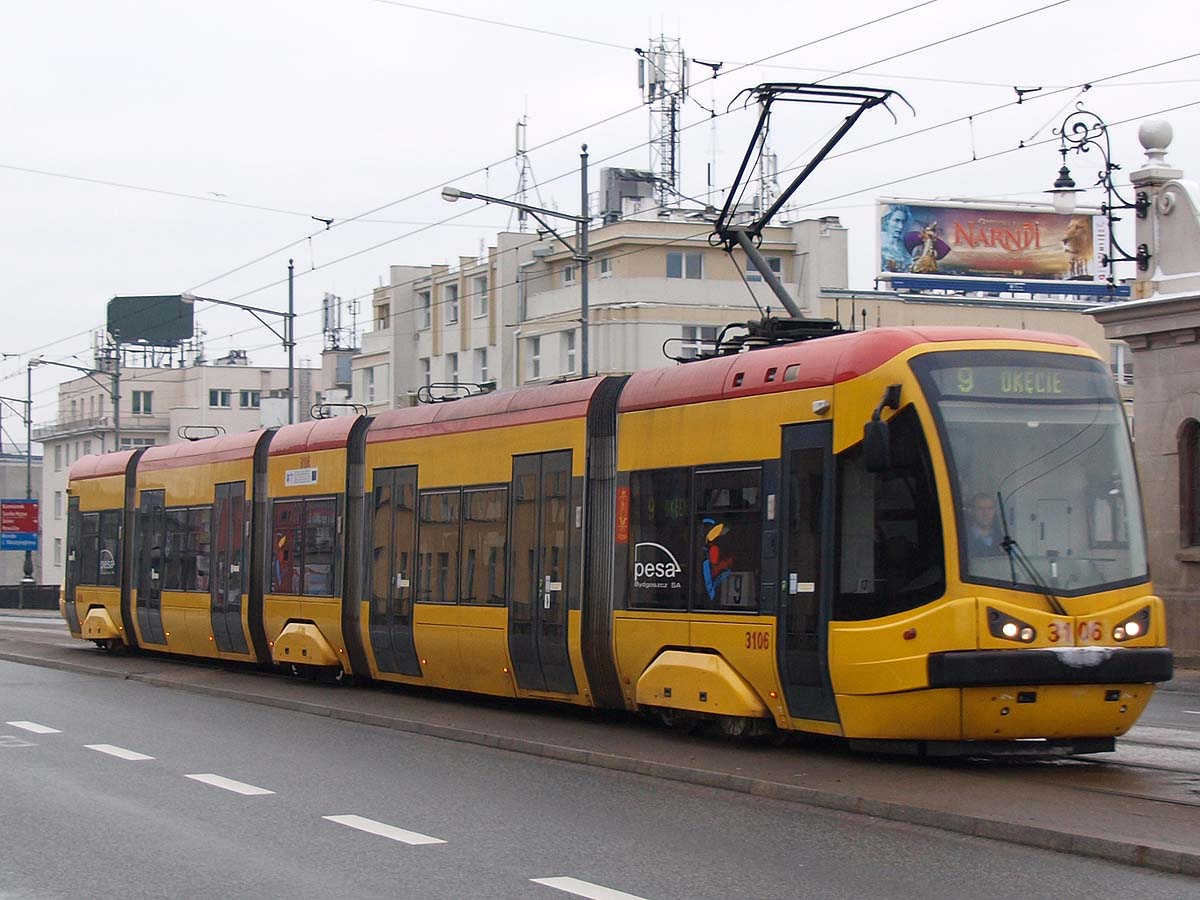
120N
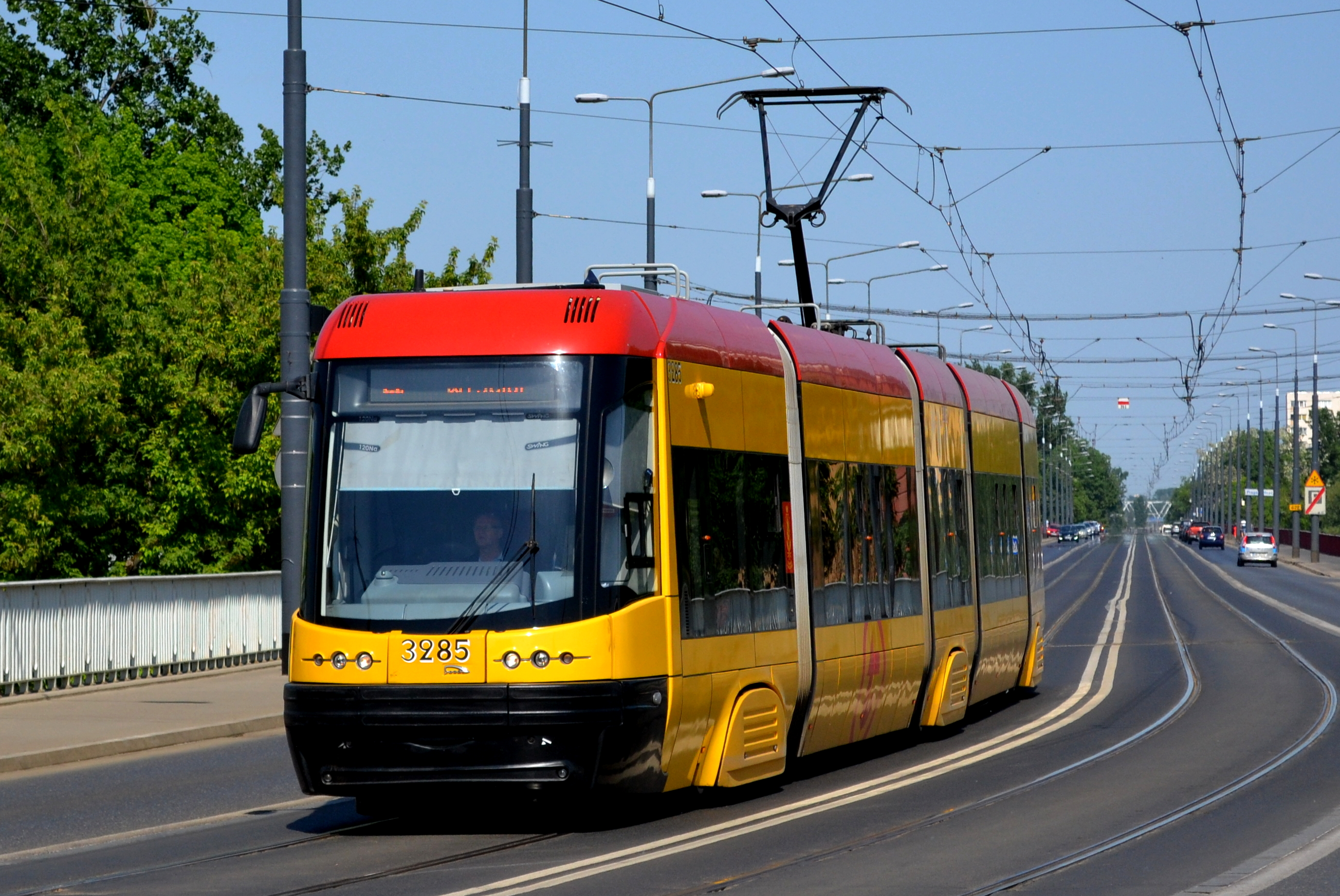
120Na
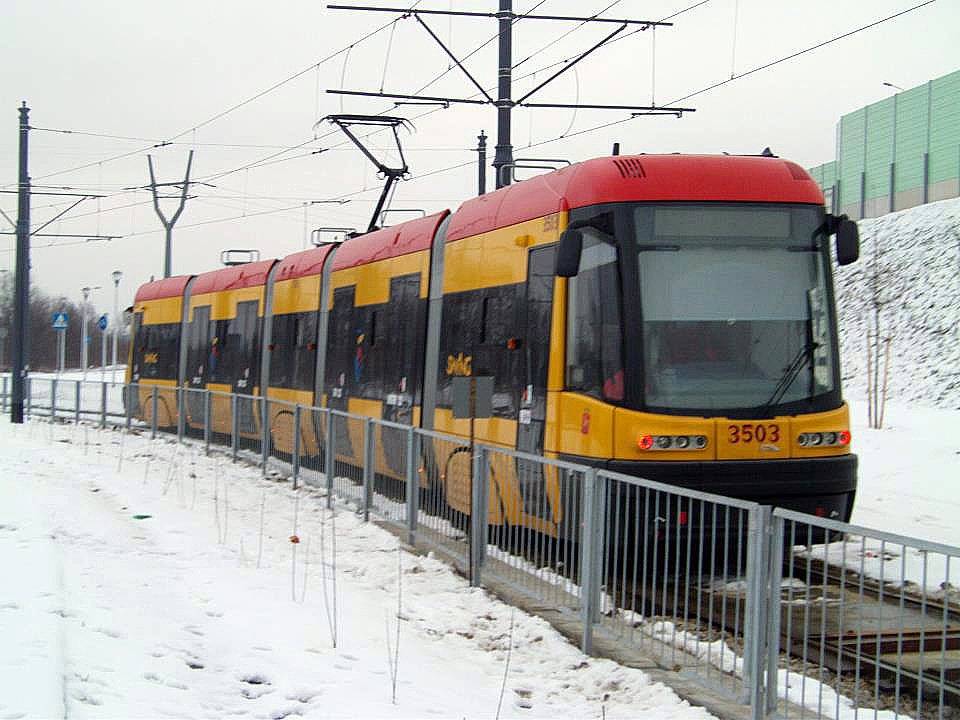
120NaDuo
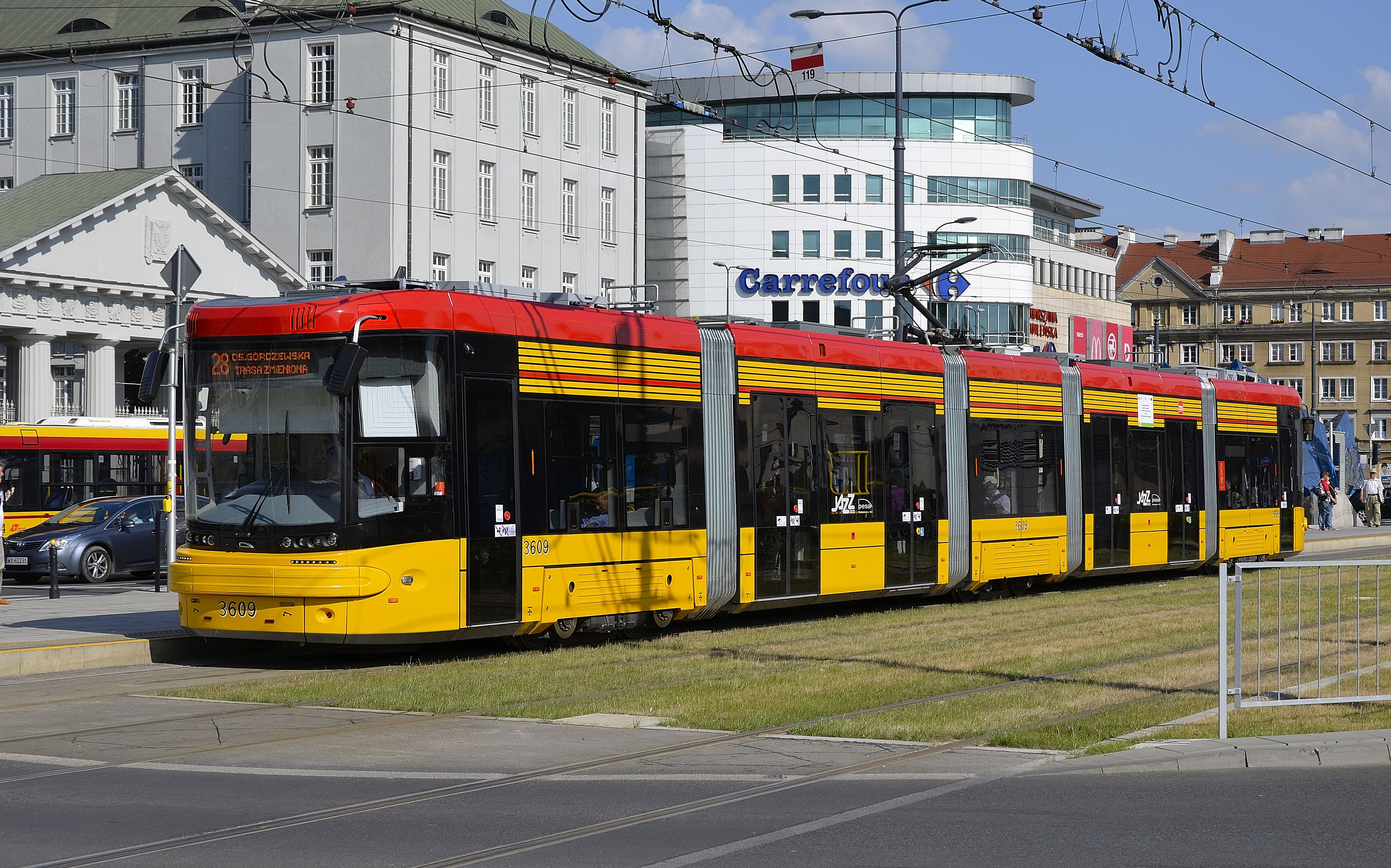
128N
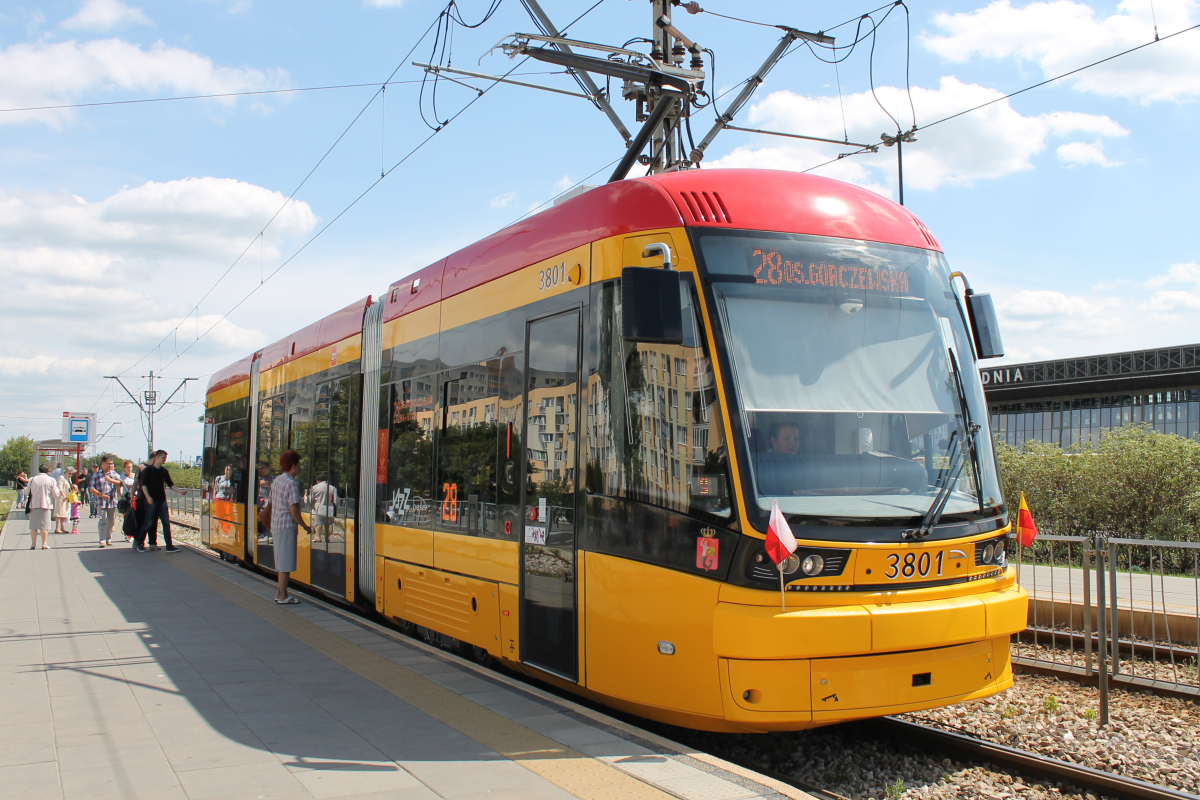
134N

## 参考資料
- Marek Graff (2015/7-8). “Nowy tabor tramwajowy w Polsce”. TTS Technika Transportu Szynowego (Instytut Naukowo-Wydawniczy "TTS" Sp. z o.o):  46-63 2020年6月19日閲覧。.